# Aphyosemion elegans
 Aphyosemion elegans és una espècie de peix de la família dels aploquèilids i de l'ordre dels ciprinodontiformes.

## Morfologia
Els mascles poden assolir els cm de longitud total.

## Distribució geogràfica
Es troba a Àfrica: República del Congo i República Democràtica del Congo.